# Lezo
Lezo es una localidad y municipio español situado en la provincia de Guipúzcoa, comunidad autónoma del País Vasco. Tiene una población de 6025 habitantes (2017).

## Toponimia
La primera mención escrita sobre Lezo data según el historiador Pablo Gorosábel del privilegio de términos de la fundación de la villa de Fuenterrabía en 1203. Dicho documento menciona los límites de la villa de Fuenterrabía, finalizando dicha descripción con la siguiente frase.

Item dono vobis Guillelmum de Lazon et socios suos, ut sint vestri vicini.

Es decir que la villa de Fuenterrabía era donada a un tal Guillermo de Lazon y sus socios para que la poblaran y fueran vecinos de la misma. Como en dicho privilegio de términos no se menciona explícitamente Lezo y esta localidad ha pertenecido desde tiempo inmemorial a la jurisdicción de la villa de Fuenterrabía, se interpreta que ya desde la fundación de Fuenterrabía en 1203 Lezo quedó adscrita a la vecindad de la villa; siendo precisamente la mención a Guillermo de Lazon y sus socios una mención a que Fuenterrabía fue poblada por gentes afincadas en casas de la zona de Lezo, teniendo precisamente como jefe al mencionado Lazon.
Según el cronista Serapio Múgica la tradición contaba que Lazon era dueño de Lezo-aundia, la antiquísima casa solariega ya desaparecida que se encontraba junto a la actual parroquia y que habría dado su nombre al pueblo.
El significado del término Lezo es desconocido. Habitualmente se ha relacionado con la palabra en euskera leize, que significa cueva, sima. Sin embargo podría tratarse también de un apellido traído por pobladores gascones a la zona.
En euskera y castellano el topónimo se transcribe igual y se pronuncia de manera ligeramente diferente.

## Geografía
Integrado en la comarca de Donostialdea, se sitúa a 8 kilómetros del centro de San Sebastián. El término municipal está atravesado por la carretera GI-636 (antigua carretera N-I entre los pK 471 y 472), así como por la carretera provincial GI-2638, que permite el acceso al centro urbano desde la carretera GI-636, y por la carretera local GI-3440, que conecta con Pasajes. 
El municipio de Lezo se ve limitado al norte por el monte Jaizquíbel, al oeste por el puerto de Pasajes, al este por el alto de Gaintxurizketa y hacia el sur por el río Oyarzun y la villa de Rentería. En todas estas fronteras se aprovecha de los accidentes geográficos como son los ríos, montes y la línea costera, para delimitar su jurisdicción municipal.
Está enclavado en la zona de terreno de margas cretáceas con areniscas intercaladas.
Su término municipal tiene una extensión de 12,94 km². La cota más alta es el monte Jaizquíbel de 543 metros sobre el nivel del mar, montaña que la reparte con los municipios de Pasajes y Fuenterrabía. La zona urbana se encuentra en una elevación de 18 metros sobre el nivel del mar, en un altillo situado junto a la costa en la parte occidental del término municipal.
Las temperaturas anuales de Lezo oscilan entre los 7.º y los 12.º en invierno y entre los 16.º a los 20.º en verano dándole gran benignidad y contrastes, y originando pequeños microclimas como en la zona de Gaintxurizketa.
| Noroeste: Pasajes         | Norte: Pasajes | Noreste: Fuenterrabía     |
| Oeste: Pasajes y Rentería |                | Este: Fuenterrabía e Irún |
| Suroeste: Rentería        | Sur: Oyarzun   | Sureste: Oyarzun          |

### Hidrografía
El río Oiartzun, en parte de su tramo final poco antes de la desembocadura, marca el límite municipal de Lezo con el vecino Rentería. Se trata de un tramo corto de unos 600 metros. Por lo demás ningún río pasa por Lezo; tan solo dos arroyos riegan su término municipal, Izoztegi y Zubitxo, que desembocan en el río Oiartzun por su orilla derecha. El término municipal de Lezo se abre también en un pequeño trecho a la bahía de Pasajes.

## Demografía
Lezo cuenta con una población de 6012 habitantes (INE 2024).
| Gráfica de evolución demográfica de Lezo entre 1842 y 2021                                                          |
| |
| Población de derecho según los censos de población del INE Población de hecho según los censos de población del INE |

## Economía
Según el Catálogo Industrial Vasco (CIVEX) existen cinco empresas en el municipio que superan los 50 trabajadores.

## Historia

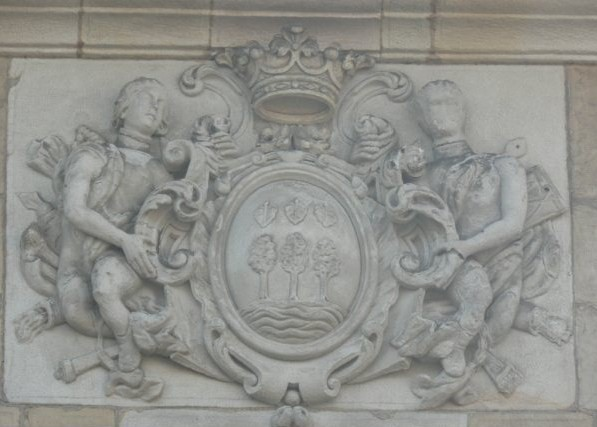
Escudo en el Ayuntamiento de Lezo

### Antigüedad
La antigua situación estratégica de Lezo en la bahía permite apuntar la hipótesis de la existencia de un puerto romano en su término, al abrigo del promontorio sobre el que está ubicada la iglesia parroquial.
Por su lado, la población autóctona del entorno continuó manteniendo, sin grandes cambios, una economía pastoril de tipo trashumante, trasladándose estacionalmente de los pastos de Jaizquíbel a los sistemas montañosos del interior.

### Edad Media
Los primeros indicios de un núcleo de población estable en el término de Lezo se remontan al siglo X, época en que el valle del río Oiartzun se hallaba bajo la órbita de los reyes navarros. Aquel momento histórico estuvo marcado por una inseguridad generalizada, acentuada en nuestro caso por las incursiones de saqueo de los piratas normandos. Sin embargo, ya en el siglo XIII, tras la incorporación de Guipúzcoa al reino de Castilla, con un pequeño casco urbano convertido en hito del ramal costero del Camino de Santiago y una población cada vez más interesada en las actividades marítimas, se cerró para Lezo el proceso de ocupación del territorio.

### Edad Moderna
Durante el siglo XVI y parte del siglo XVII, época de una prosperidad relativa, las actividades marítimas experimentaron en Lezo un desarrollo enorme con respecto a las rurales. Influyó en ello la importancia estratégica del puerto de Pasajes, y los privilegios marítimos que tuvieron los naturales en materia de carga y descarga de mercancías.
Sin embargo, a partir de la crisis del siglo XVII la economía se ruralizó paulatinamente, hasta tal punto que ya para finales del siglo XVIII la pesca de bajura se convirtió en la única actividad marítima de importancia para la economía de Lezo. El campo, por el contrario, se vio enriquecido en cierta medida por el empleo de nuevas técnicas y la introducción de cultivos exóticos, tales como el maíz y la patata.

#### El pueblo
El casco urbano de Lezo estuvo constituido por las primitivas calles Mayor y San Juan que confluían en la plaza del Santo Cristo, por algunos edificios próximos a la iglesia parroquial tales como el Palacio y la casa de Lezoandía y por el barrio de Vizcaya. En las casas abundaron las huertas, los lagares y las pocilgas. Sin embargo, los naturales se emplearon principalmente en la pesca de bajura, la pesca de ballena y bacalao, el comercio con Andalucía y América, el corso, las armadas reales y la construcción naval. Es interesante constatar que, entre 1.641 y 1750, más del 18% de la población registrada en los libros parroquiales de finados murió en la mar o fuera del País Vasco.
En el espacio rural la casería fue el núcleo básico de producción. En ella las principales actividades se centraron en el cultivo de trigo, maíz y hortalizas; la producción de sidra, y el pastoreo de vacas, ovejas y cerdos.
Asimismo, la situación de Lezo en el puerto de Pasajes permitió la existencia de al menos dos embarcaderos y unos astilleros. El principal embarcadero, el Cai de Lezo, contó con numerosos accesos desde las calles Mayor y San Juan; y sirvió de refugio para las lanchas de pesca, y los barcos de pequeño y mediano calado. Otro, el embarcadero de Portua, ubicado en la ensenada de Bekoerrota, fue uno de los lugares donde las barqueras aguardaban a los pasajeros que deseaban trasladarse a Herrera u otro punto de la bahía.
Los Astilleros Reales de Lezo, también denominados astilleros de Port de la Borda. A partir del siglo XVIII se denominaron astilleros de Bordalaborda. Estuvieron ubicados en la ensenada de Port de la Borda, en el barrio de Vizcaya, y en ellos se emplearon muchos carpinteros y calafates de Lezo. Fueron de los más importantes del imperio español. Su edificación comenzó en el año 1.597, siendo superintendente el general Antonio de Urkiola, y tenedor de materiales y pertrechos Onofre de Isasti menor. Anejo a las instalaciones existió una gran cordelería y una ermita bajo la advocación de María Magdalena.

#### El concejo
Lezo con la denominación de Universidad estuvo bajo jurisdicción de Fuenterrabía desde 1203 hasta el primer tercio del siglo XIX, en que con el establecimiento del ayuntamiento constitucional se convirtió en municipio independiente. Anteriormente, en dos ocasiones intentó sin éxito la segregación, en 1615 ante el Consejo de Castilla, siempre asociado con Irún y Pasajes de San Juan.

### Edad Contemporánea
Desde finales del siglo XVIII hasta el año 1876 Lezo vivió, al igual que el resto de la provincia, un período de guerras y penuria generalizada. Sin embargo, antes de acabar el siglo XIX comenzó la industrialización y el consiguiente proceso de modernización. Durante el siglo XX el desarrollo industrial originó un importante aumento demográfico.

#### La Industrialización
Tras la guerra de la Independencia la pesca de bajura continuó teniendo gran importancia en la economía de Lezo, a pesar de los naufragios de 1816 y 1817, en que se perdieron dos lanchas y murieron 16 pescadores. Sin embargo, el impacto socioeconómico de la industrialización provocó su desaparición, y la pérdida del papel preponderante de las actividades rurales.
Los comienzos del desarrollo industrial de Lezo datan del siglo XIX. Así, si bien en 1857 únicamente existían ocho telares de hilo dependientes de la Sociedad de Tejidos de Lino de Rentería, que empleaban a una persona cada uno, para finales de siglo se establecieron varias empresas. En 1901 existían tres: la fábrica de teja y ladrillo La Ocasión, con 34 obreros; la Sociedad Anónima Española de Productos Tártricos, con 30 obreros; y la fábrica de tejidos y tapices Ustekabekoa, con 6 obreros. Asimismo, muchos moradores de Lezo se emplearon en las fábricas de Rentería.
Antes de 1923 se establecieron nuevas empresas, tales como la fábrica de levadura Unión Alcoholera Española, la fábrica de galletas Unión Comercial Pakers, la fábrica de barnices y secantes Guittet y Cía., la Fábrica Española de Papeles Químicos S.L. y los talleres de tonelería Castellanos y Cía.
A partir de 1950, durante la dictadura de Franco, el crecimiento industrial se aceleró, generando una fuerte inmigración de signo regional y estatal. Debido a la expansión urbana consiguiente, fueron edificadas nuevas calles y barrios, desapareciendo numerosas caserías.

## Administración y política
| Partido político                                              | 2023  | 2023       | 2019  | 2019       | 2015  | 2015       | 2011  | 2011       | 2007  | 2007       | 2003        | 2003        | 1999    | 1999       | 1995  | 1995       | 1991 | 1991       |
| Partido político                                              | %     | Concejales | %     | Concejales | %     | Concejales | %     | Concejales | %     | Concejales | %           | Concejales  | %       | Concejales | %     | Concejales | %    | Concejales |
| Euzko Alderdi Jeltzalea-Partido Nacionalista Vasco (EAJ-PNV)  | 34,57 | 5          | 42,33 | 6          | 41,98 | 6          | 18,51 | 3          | 21,51 | 3          | 56,03       | 8           | 25,46   | 4          | 17,29 | 2          | 15,4 | 2          |
| Euskal Herria Bildu (EH Bildu)-Bildu                          | 49,29 | 7          | 45,82 | 6          | 40,39 | 6          | 55,87 | 9          | —     | —          | —           | —           | —       | —          | —     | —          |      |            |
| Partido Socialista de Euskadi-Euskadiko Ezkerra (PSE-EE PSOE) | 7,68  | 1          | 8,95  | 1          | 10,62 | 1          | 10,07 | 1          | 12,26 | 1          | 21,11       | 3           | 13,66   | 2          | 13,19 | 2          |      |            |
| Partido Socialista de Euskadi (PSE-PSOE)                      |       |            |       |            |       |            |       |            |       |            |             |             |         |            |       |            | 15,4 | 2          |
| Euskadiko Ezkerra (EE)                                        |       |            |       |            |       |            |       |            |       |            |             |             |         |            |       |            | 7,7  | 1          |
| Partido Popular del País Vasco (PP)                           | —     | —          | —     | —          | 2,19  | 0          | 4,76  | 0          | 3,65  | 0          | 9,55        | 1           | 6,29    | 0          | 5,33  | 0          |      |            |
| Ezker Batua-Berdeak (EB-B)                                    | —     | —          | —     | —          | —     | —          | 2,90  | 0          | 6,63  | 1          | 10,48       | 1           | 3,75    | 0          | 5,58  | 0          |      |            |
| Eusko Abertzale Ekintza-Acción Nacionalista Vasca (EAE-ANV)   | —     | —          | —     | —          | —     | —          | —     | —          | 50,82 | 8          | —           | —           | —       | —          | —     | —          |      |            |
| Eusko Alkartasuna (EA)                                        | —     | —          | —     | —          | —     | —          | —     | —          | 3,65  | 0          | Con PNV     | Con PNV     | Con PNV | Con PNV    | 14,64 | 2          | 15,4 | 2          |
| Euskal Herritarrok (EH)-Herri Batasuna (HB)                   | —     | —          | —     | —          | —     | —          | —     | —          | —     | —          | Ilegalizado | Ilegalizado | 49,56   | 7          | 42,33 | 7          | 46,2 | 6          |

## Deporte
El club deportivo de la localidad es el Jaizkibel Allerru Kirol Elkartea, conocido simplemente como Allerru. El club toma su nombre del pico más alto del municipio y del macizo de Jaizkibel, el Allerru o San Enrique. El Allerru fue fundado en 1964 y es actualmente un club polideportivo con numerosas secciones activas. Históricamente ha tenido equipos de fútbol, balonmano, baloncesto, fútbol sala, béisbol y softbol; club de montaña, caza y pesca, secciones de judo, pelota vasca, una escuela de ciclismo y club de cicloturistas. 
Sin embargo, desde hace años algunas de las secciones se han separado del Allerru K.E.:
- El equipo de balonmano se llama Munttarpe
- La sección de baloncesto se denomina Kurkubi
- En fútbol sala, dos equipos, el Jaixki  y el Gaintxu , compiten a nivel federado.

Además del Allerru hay censados en la localidad otros clubes deportivos, entre ellos el Lezoko Xoxolur Mendi Kluba, el cual se encarga de organizar la Lezo-Jaizkibel Mendi Lasterketa, una carrera de montaña de 14,2km que se celebra cada año a finales de febrero.